# Бенедикт Перейра
Бенедикт Перейра (лат. Benedictus Pererius; исп. Benito Pereira; при рождении Бенито Перейра; 4 марта 1536, Русафа — 6 марта 1610, Рим) — испанский иезуитский философ, теолог, экзегет, основоположник рационалистического подхода к библейским текстам.

## Биография
Перейра родился в 1536 году в Русафе, недалеко от Валенсии, в Испании. Он вступил в Общество Иисуса в 1552 году, где с 1558 года по 1567 год преподавал метафизику, логику, физику, после чего, став профессором, преподавал теологию и Священное Писание в Римской коллегии. Колоссальная работа Перейры, его впечатляющая культура и обширные знания позволили ему занять кафедру Священного Писания в Collegio Romano, хотя он также преподавал логику, натурфилософию и метафизику.
Среди его увлечений была алхимия, которую он считал самой благородной, хотя и самой скрытой и трудной частью естественных знаний. Он считает себя сторонником теории трансмутации металлов, хотя и предупреждает о пагубности деятельности алхимиков для самых слабых умов, которые легко могут навлечь на себя отчаяние.

## Философские взгляды

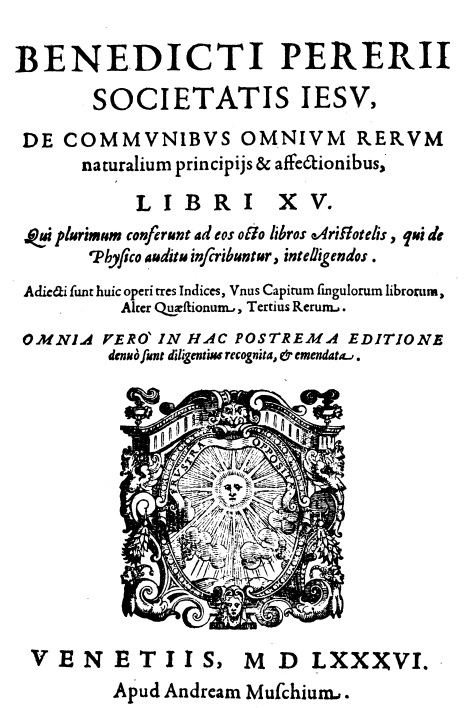
«De Communibus omnium rerum naturalium Principiis etffectionibus», Перейра

### Учение о природе
Самая значительная работа Перейры, получившая широкое распространение по всей Европе, — это трактат по натурфилософии De communibus omnium rerum naturalium Principiis et effectionibus (Об общих принципах и свойствах всех естественных вещей), опубликованный в Риме в 1576 году и десять раз переизданный в XVI веке в Париже, Риме, Лионе, Венеции и Кельне. Многие ссылки Галилея в его рукописи «Juvenilia» на древние и средневековые источники прямо или косвенно взяты из трактатов Перейры, например, теория virtus impresa или двигательной силы, изложенная Галилеем в «De motu».
Первоначально составленный в 1576 году в Париже, De communibus в значительной степени основан на лекциях Перейры в Collegio Romano, которые он читал в 1560-х годах. Хотя, судя по названию, работа в основном посвящена физике Аристотеля, рукописные свидетельства позволяют предположить, что различие между метафизикой, физикой и математикой впервые появилось в лекциях Перейры по другим сочинениям Аристотеля, главным образом по метафизике. В целом структура, стиль и основная цель трактата демонстрируют, что он был разработан как общая программа преподавания философии и научных вопросов в рамках ордена иезуитов.
Перейра утверждает, что есть две основные «секты», подход которых к философии и науке должен быть отвергнут: в то время как внутри первой отвергаются и осуждаются все философские вопросы как те, что противоречат христианскому учению, существуют и такие, кто считает, что все возможно доказать рациональными аргументами и философией. Утверждая, что существует универсальная наука, которая включает в себя все остальные науки как таковые и, следовательно, стоит выше всех других дисциплин, Перейра защищает натурфилософию и обеспечивает теоретические рамки, в которых натурфилософское исследование является действенным способом наблюдения за красотой природы как наиболее наглядным проявление воли Бога. В то же время он настаивает на том, что, учитывая его общий аргумент о месте метафизики, авторитет Аристотеля в натурфилософских вопросах не является абсолютным, что, в свою очередь, открывает путь к дальнейшим натурфилософским исследованиям, особенно в тех случаях, когда Аристотель был неправ. Таким образом, разделив функции метафизики и натурфилософских дисциплин и пересмотрев метод натурфилософского исследования, Перейра вносит значительный вклад как в аристотелевскую традицию натурфилософии XVI века, так и в зарождающийся иезуитский подход к изучению природы.
Трактат De communibus также часто цитировался различными авторами того времени при обсуждении проблемы природы математики и её эпистемологического статуса. Перейра утверждал, вопреки мнению Христофора Клавия, что математику нельзя назвать наукой в аристотелевском смысле, потому что она не рассматривает никаких причин и не подчиняется формальным канонам силлогистики.
В этом труде, задуманном как ответ на неаристотелевские философии природы, широко появившиеся в начале шестнадцатого века (в трудах Пьетро Помпонацци, Бернардино Телезио, Симоне Порцио), Перейра изменил роль физики во всей философии, прямо заявив, что метафизика предшествует всем частным областям философии.

## Дискуссия с Христофором Клавием
Перейра выступал откровенным противником Христофора Клавия в Collegio Romano. Споры касались природы математики. Перейра утверждал, что математика не является наукой в собственном смысле, а математические доказательства указывают на сложные отношения между числами, прямыми, фигурами и т. д., но им не хватает логической силы доказательства истинных причин или сущности вещей. Более того, у математики нет настоящего предмета; она просто устанавливает связи между различными свойствами. Клавий ответил в «Prolegomena in Euclidis elementorum libri XV», что предметом математики является сама материя, поскольку вся математика «погружена» в материю. Дебаты имели огромные последствия в отношении включения математики в качестве основного предмета в учебную программу иезуитов.

## Труды
- Об общих принципах и свойствах всех естественных вещей (De communibus omnium rerum naturalium principiis et affectionibus. Libri quindecim), Roma, 1576.
- Adversus fallaces et superstitiosas artes, id est, Demagica, de observatione somniorum, et de divinatione astrologica, Roma, 1591.
- De magia, de observatione somniorum, et de divinatione astrologica, libri tres, Colonia Agrippina, 1598.
- Комментарий и диспутации к книге Бытия (Commentariorum et disputationum in Genesim tomi quatuor,Hierat, Coloniae 1601.
- Disputationes selectissimae super libro Apocalypsis beati Ioannis Apostoli, 1607.
- Commentariorum In Danielem Prophetam libri sexdecim, Romae, 1587.
- Избранные диспутации о Священном Писании (Selectarum disputationum in sacram scripturam), in cinque volumi: 1601, 1603, 1606, 1608, 1610.
- Selectarum disputationum in Sacram Scripturam, continens centum et triginta septem disputationes super libro Exodi, 1601.
- Selectae disputationes in sacram scripturam: Qui est prior Tomus Disputationum in Euangelium B. Ioannis, 1608.
- Selectae disputationes in sacram scripturam: Continens Centum Octoginta octo Disputationes super Epistolam beati Pauli ad Romanos, 1610.
- Theatrum Rerum Creatarum Quibus Humana Mens In Dei Laudem Venerationemque Excitatur, 1618.
- Opera theologica quotquot extant omnia, 1620.